# Gregory Scholz
Gregory Scholz (* 21. Juni 1981 in Landau in der Pfalz) ist ein deutscher Politiker (SPD). Seit 2023 ist er Abgeordneter im Landtag Rheinland-Pfalz.

## Leben
Scholz wuchs in seiner Geburtsstadt Landau in der Pfalz auf und legte dort das Abitur ab. Er studierte Romanistik und Politikwissenschaft in Trier und Istanbul. Anschließend absolvierte er das Lehramtsreferendariat am Kurfürst-Ruprecht-Gymnasium Neustadt. Anschließend war er Lehrer am Carl-Bosch-Gymnasium in Ludwigshafen am Rhein. Bis zu seinem Einzug in den Landtag 2023 war er Lehrer und Mitglied der Schulleitung am Lise-Meitner-Gymnasium in Maxdorf.
Scholz ist verheiratet und hat zwei Kinder. Er lebt in Ludwigshafen-Oppau.

## Politik
Scholz ist Mitglied der SPD. Seit 2022 ist er Vorsitzender des SPD-Unterbezirks Vorderpfalz. Zudem ist er seit 2019 Vorsitzender des SPD-Ortsvereins Oppau und stellvertretender Stadtverbandsvorsitzender der SPD Ludwigshafen. Er ist Mitglied des Ortsbeirats von Oppau.
Bei der Landtagswahl in Rheinland-Pfalz 2021 kandidierte Scholz als Ersatzbewerber von Heike Scharfenberger im Wahlkreis Ludwigshafen am Rhein II. Nachdem Scharfenberger ihr Mandat niedergelegt hatte, rückte Scholz am 2. August 2023 für sie in den Landtag nach.
Am 12. August 2025 teilte die SPD Rheinland-Pfalz mit, dass Scholz auf dem Landesparteitag am 23. August als Generalsekretär kandidieren wird.

## Mitgliedschaften
Scholz ist Mitglied der Europa-Union Deutschland und der Gewerkschaft Erziehung und Wissenschaft. Zudem ist er Vorstandsmitglied der Arbeiterwohlfahrt Ludwigshafen.